# Marisha Pessl
Marisha Pessl (Detroit, 26 ottobre 1977) è una scrittrice statunitense.
Soprattutto nota per il suo romanzo d'esordio, Teoria e pratica di ogni cosa (titolo originale: Special Topics in Calamity Physics).
Il padre Klaus era un ingegnere austriaco della General Motors, la madre era una casalinga. I suoi genitori divorziarono quando aveva tre anni. Si trasferì quindi, con la madre e la sorella, ad Asheville, in Carolina del Nord.
Ha frequentato la Northwestern University per due anni, poi si è trasferita al Barnard College, dove si è laureata in letteratura inglese.
Dopo la laurea, ha lavorato come consulente finanziario per la PricewaterhouseCoopers, scrivendo nel tempo libero.

## Opere
• Teoria e pratica di ogni cosa, 2006
• Notte americana, 2013
• Neverworld Wake, 2018
• Neverworld, 2019